# Церква Перенесення мощей святого Миколая (Лазарівка)

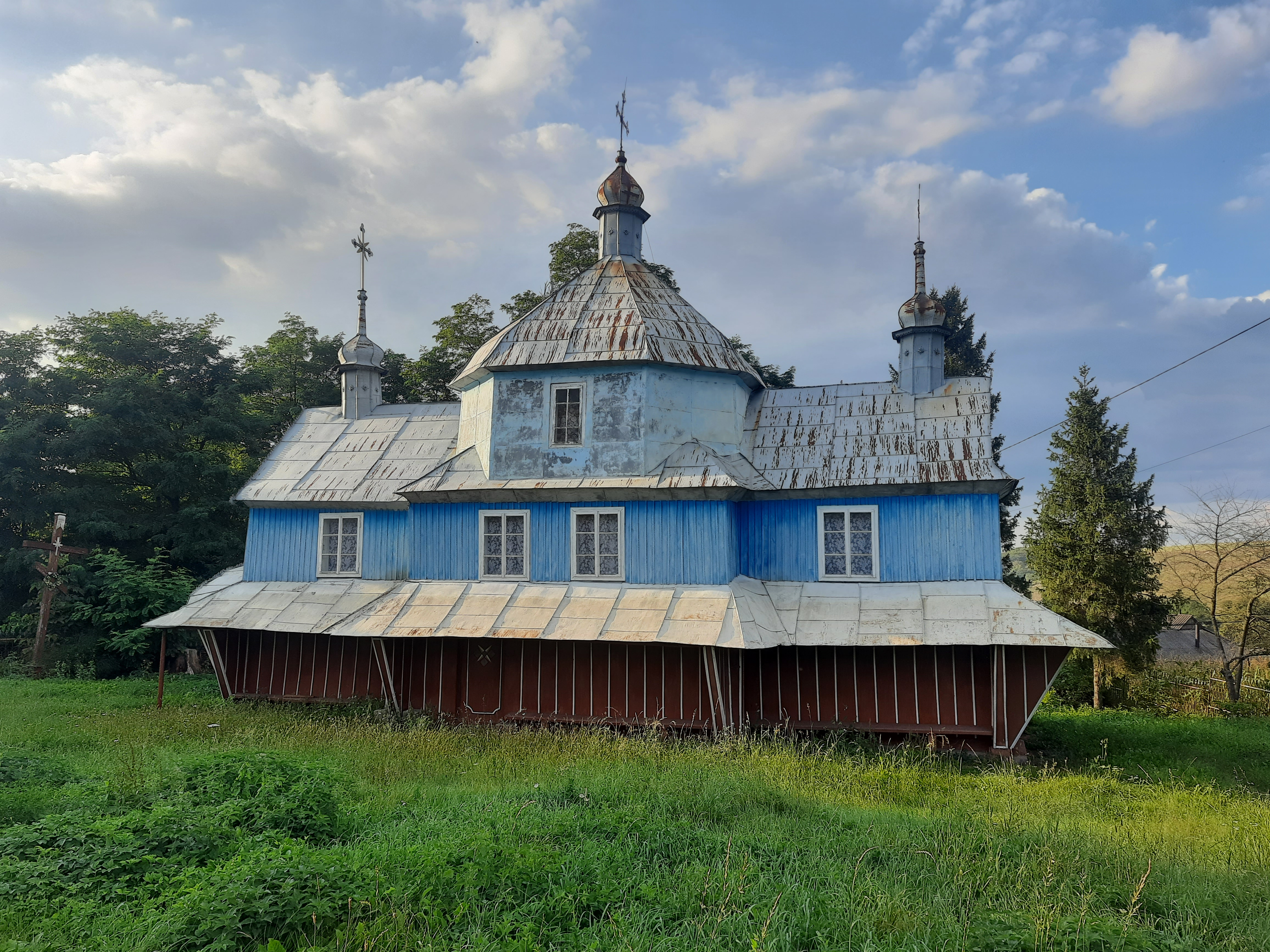
Дерев'яна церква

Церква Перенесення мощей святого Миколая в Лазарівці — парафія і храм греко-католицької громади Коропецького деканату Бучацької єпархії Української греко-католицької церкви в селі Лазарівка Чортківського району Тернопільської области.

## Історія церкви
Перша згадка про село Лазарівка датується 1578 роком. Церква Перенесення мощей Святого Миколая, збудована у 1667–1669 роках, є історичною пам'яткою архітектури України, оскільки зведена без жодного цвяха. Дзвіниця була побудована приблизно в ті ж роки (1669–1672).
Парафія і храм належали до УГКЦ до 1946 року, потім з 1946 по 1960 рік — до РПЦ. У 1960–1987 роках церква була закрита державною владою. У 1990 році парафія повернулася в лоно УГКЦ, зокрема завдяки богослужінням, які таємно проводив єпископ Павло Василик.
У 1992–1993 роках після реставрації церкви відновили дзвіницю, дах перекрили цинковою бляхою, а стіни оновили. Старі дзвони замінили на два нові.
Через поважний вік старої церкви Іван та Дарія Войташеки разом з сільською громадою вирішили збудувати новий храм. У 2002 році о. Іван Цап'юк заклав наріжний камінь. Новий храм зводили на пожертви місцевих жителів та уродженців Лазарівки, які проживають за кордоном.
Нова церква відкрила свої двері 9 червня 2014 року. У старій дерев'яній церкві також будуть двічі на рік відправляти Святкові Літургії.

## Парохи
- о. П. Пишчишин,
- о. Копистинський,
- о. Іван Посолений,
- єпископ Павло Василик,
- о. Іван Цап'юк (з 2002).